# تپه چیا باغ
تپه چیا باغ مربوط به عصر مس و سنگ - عصر آهن است و در شهرستان گیلانغرب، بخش گواور، دهستان حیدریه، ۱۷۰۰ متری جنوب غربی روستای بهرام وندی واقع شده و این اثر در تاریخ ۲۶ اسفند ۱۳۸۷ با شمارهٔ ثبت ۲۵۶۳۱ به‌عنوان یکی از آثار ملی ایران به ثبت رسیده است.